# Râul Gălăuțaș
Râul Gălăuțaș este un curs de apă, afluent al râului Mureș în Depresiunea Gheorghieni.

## Hărți
- Harta Județul Harghita
- Harta Munții Giurgeu  Arhivat în 27 septembrie 2007, la Wayback Machine.
- Harta Munții Gurghiu  Arhivat în 25 iulie 2011, la Wayback Machine.